# عملیات سرکش راجر کورمن
عملیات سرکش راجر کورمن (به انگلیسی: Roger Corman's Operation Rogue) (با نام مستعار عملیات سرکش) نام فیلم ویدئویی آمریکایی جنگی محصول سال ۲۰۱۴ است. این فیلم دنباله‌ای بر شکار برای یک عقاب و شکار برای یک عقاب ۲ محسوب می‌شود و داستان دوباره در فیلیپین اتفاق می‌افتد و شامل تروریسم بین‌المللی هست.